# Leporinus conirostris
Leporinus conirostris är en fiskart som beskrevs av Steindachner, 1875. Leporinus conirostris ingår i släktet Leporinus och familjen Anostomidae. Inga underarter finns listade i Catalogue of Life.